# Adrien Blanchet
Adrien Blanchet, född 9 mars 1866, död 27 december 1957, var en fransk arkeolog och numismatiker, hedersbibliotekarie vid Département des medailles vid Bibliothèque nationale i Paris.

### Arkeologi
- Recherches sur les aqueducs et cloaques de la Gaule romaine (1909)
- Les enceintes romaines de la Gaule (1907)

## Numismatik
- Études de numismatique (1892 och 1901)
- Mémoires et notes de numismatique (1909 och 1920)
- Manuel de numismatique française (första delen, 1912, tillsammans med A. Dieudonné).